# Pomodori verdi fritti al caffè di Whistle Stop
Pomodori verdi fritti al caffè di Whistle Stop è un romanzo di Fannie Flagg del 1987. 
Best seller internazionale, pubblicato per la prima volta in Inghilterra dalla casa editrice Random House, da cui è stato tratto il film del 1991 Pomodori verdi fritti alla fermata del treno, alla cui sceneggiatura ha partecipato l'autrice stessa del romanzo.

## Trama
Il romanzo si sviluppa con una duplice narrazione parallela: in parte, seguendo un ordine temporale non cronologico dal 1929 al 1949 e oltre, viene narrato dalla signora Weems, nel "Bollettino di Whistle Stop" e da altri; in parte si dipana attraverso gli aneddoti che l'anziana signora Threadgoode nel 1986 racconta all'attenta amica Evelyn Couch, come quello della storia d'amore tra Ruth e Idgie. Attraverso questi racconti emerge una società degli anni Trenta-Quaranta che, pur cominciando a cambiare, fatica ancora ad accettare la popolazione nera al di fuori dell'ottica della servitù.

## Trasposizione cinematografica
Dal romanzo di Fannie Flagg è stato tratto un film nel 1991 intitolato Pomodori verdi fritti alla fermata del treno diretto da Jon Avnet. 
Il film vede protagoniste le attrici Mary Stuart Masterson nel ruolo di Idgie Threadgoode e Mary-Louise Parker nel ruolo di Ruth Jamison, mentre i ruoli di Evelyn Couch e Ninny Threadgoode sono interpretati dalle attrici premio Oscar, Kathy Bates e Jessica Tandy.
Il film è stato candidato a due premi Oscar, per la miglior attrice non protagonista e per la miglior sceneggiatura non originale.

## Curiosità
- Nelle ultime pagine del libro è presente la ricetta dei pomodori verdi fritti, e la stessa autrice ha successivamente pubblicato un libro di ricette, Fannie Flagg's Original Whistle-Stop Café Cookbook[2], dedicato ai piatti tipici della cucina del sud degli Stati Uniti. Il libro però non ha una edizione tradotta in italiano.

## Edizioni italiane
- Pomodori verdi fritti al caffè di Whistle Stop, traduzione di Olivia Crosio, Collana Romanzi, Milano, Sonzogno, 7 settembre 1992, ISBN 978-88-454-0491-7. - Collana I Grandi Tascabili, Milano, Bompiani, 1994, ISBN 978-88-452-2210-8; Milano, BUR, 2000, ISBN 978-88-170-4202-4; Superpocket, 2003, ISBN 978-88-462-0275-8.